# Tour radio de Hellisandur
La tour radio de Hellisandur est un émetteur grandes ondes de 412 mètres de hauteur. Elle est située à proximité d'Hellissandur, dans la péninsule de Snæfellsnes en Islande.
Avec sa hauteur de 412 m, cette tour est la plus haute structure d'Europe de l'Ouest (soit environ 100 m de plus que The Shard ou la tour Eiffel). Elle a été construite en 1963 par la United States Coast Guard pour le réseau de radionavigation Loran-C (GRD 7970). Après l'arrêt du réseau Loran-C dans les années 1990, le mât d'Hellisandur a été converti en émetteur grandes ondes pour la radio islandaise Ríkisútvarpið avec une fréquence de transmission de 189 kHz et une puissance de 300 kilowatts.